# James Bell

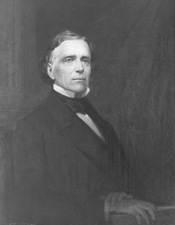
James Bell

James Bell, född 13 november 1804 i Francestown, New Hampshire, död 26 maj 1857 i Laconia, New Hampshire, var en amerikansk politiker. Han representerade delstaten New Hampshire i USA:s senat från 1855 fram till sin död. Han var son till Samuel Bell.
Bell gick i skola i Phillips Academy i Andover, Massachusetts. Han utexaminerades 1822 från Bowdoin College i Maine och studerade sedan juridik i Connecticut. Han inledde 1825 sin karriär som advokat i New Hampshire.
Bell gick med i Whigpartiet. Han var ledamot av New Hampshire House of Representatives, underhuset i delstatens lagstiftande församling, 1846-1850. Han bytte sedan parti till republikanerna. Han efterträdde 1855 John S. Wells som senator för New Hampshire.
Senator Bell avled 1857 i ämbetet och gravsattes på Exeter Cemetery i Exeter, New Hampshire.